# Cotia
Cotia ist eine Stadt mit etwa 244.694 Einwohnern (Schätzung 2018) westlich von São Paulo im gleichnamigen Bundesstaat im Südosten von Brasilien.

## Geschichte
Cotia wurde bereits 1580, also noch vor Beginn der Bandeiras-Expeditionen besiedelt. Am 2. April 1856 erhielt die Stadt ihre offizielle Gründung unter dem Namen Vila da Cutia.

## Wirtschaft
Der zweitgrößte Duftstoffhersteller der Welt Firmenich unterhält hier ein Labor.

## Sport
Internationale Bekanntheit hat Cotia vor allem durch das Centro de Treinamento erlangt, ein Internat, das der brasilianische Fußballverein FC São Paulo hier betreibt. Junge Fußballtalente, die Scouts des Vereins in ganz Brasilien suchen, erhalten hier professionelles Training und parallel dazu eine Schulausbildung mitsamt Gehalt.

## Persönlichkeiten
- Leônidas da Silva (1913–2004), Fußball-WM-Torschützenkönig 1938